# Ивашкевич, Виктор Антонович
Виктор Антонович Ивашкевич (бел. Віктар Антонавіч Івашкевіч; 21 сентября 1959, Минск — 3 октября 2013, там же) — белорусский оппозиционный политический и общественный деятель, один из создателей Белорусского народного фронта.

## Биография
Ещё во времена СССР участвовал в национально-демократических объединениях и экологических акциях. С 1997 года редактировал газету «Рабочий». После статьи «Вор должен сидеть в тюрьме», посвящённой Лукашенко, газету закрыли, Ивашкевич оказался в заключении. Регулярно праздновал День Воли, при этом неоднократно имел конфликты с милицией и лицами, не разделявшими его убеждений. Подвергался административным задержаниям, дважды держал голодовки. Организовывал массовые акции протеста. В 2010 году активно участвовал в избирательной кампании как член команды Андрея Санникова. В 2011 году вместе с группой сторонников вышел из Партии БНФ и организовал собственную. Состоял в браке. Родственники — сын и брат. Похоронен на Северном кладбище Минска.